# Xã Caledonia, Quận O'Brien, Iowa
Xã Caledonia (tiếng Anh: Caledonia Township) là một xã thuộc quận O'Brien, tiểu bang Iowa, Hoa Kỳ. Năm 2010, dân số của xã này là 269 người.